# Seria GP3 – Sochi 2014
Runda GP3 na torze Sochi Autodrom – ósma runda mistrzostw serii GP3 w sezonie 2014.

## Lista startowa
| Zespół              | Nr | Kierowca            |
| ------------------- | -- | ------------------- |
| ART Grand Prix      | 1  | Alex Fontana        |
| ART Grand Prix      | 2  | Marvin Kirchhöfer   |
| ART Grand Prix      | 3  | Dino Zamparelli     |
| Arden International | 4  | Robert Vișoiu       |
| Arden International | 5  | Patric Niederhauser |
| Arden International | 6  | Jann Mardenborough  |
| Koiranen GP         | 7  | Dean Stoneman       |
| Koiranen GP         | 8  | Jimmy Eriksson      |
| Koiranen GP         | 9  | Santiago Urrutia    |
| Carlin              | 10 | Alex Lynn           |
| Carlin              | 11 | Emil Bernstorff     |
| Carlin              | 12 | Luís Sá Silva       |
| Hilmer Motorsport   | 17 | Nikołaj Marcenko    |
| Hilmer Motorsport   | 18 | Nelson Mason        |
| Hilmer Motorsport   | 19 | Riccardo Agostini   |
| Jenzer Motorsport   | 20 | Pål Varhaug         |
| Jenzer Motorsport   | 21 | Mathéo Tuscher      |
| Jenzer Motorsport   | 22 | Kevin Ceccon        |
| Trident             | 24 | Patrick Kujala      |
| Trident             | 25 | Mitchell Gilbert    |
| Status Grand Prix   | 26 | Nick Yelloly        |
| Status Grand Prix   | 27 | Richie Stanaway     |
| Status Grand Prix   | 28 | Alfonso Celis       |

## Wyniki

### Sesja treningowa
| Nr | Kierowca        | Konstruktor       | Czas     | Okr. |
| -- | --------------- | ----------------- | -------- | ---- |
| 27 | Richie Stanaway | Status Grand Prix | 1:52,876 | 20   |

### Kwalifikacje
Źródło: Autosport
| 1                 | 7  | Dean Stoneman       | Koiranen GP         | 1:51,715 | 1       |
| 2                 | 1  | Alex Fontana        | ART Grand Prix      | 1:52,204 | 2       |
| 3                 | 2  | Marvin Kirchhöfer   | ART Grand Prix      | 1:52,208 | 3       |
| 4                 | 3  | Dino Zamparelli     | ART Grand Prix      | 1:52,288 | 4       |
| 5                 | 8  | Jimmy Eriksson      | Koiranen GP         | 1:52,388 | 5       |
| 6                 | 22 | Kevin Ceccon        | Jenzer Motorsport   | 1:52,499 | 6       |
| 7                 | 10 | Alex Lynn           | Carlin              | 1:52,506 | 7       |
| 8                 | 5  | Patric Niederhauser | Arden International | 1:52,527 | 8       |
| 9                 | 11 | Emil Bernstorff     | Carlin              | 1:52,537 | 9       |
| 10                | 26 | Nick Yelloly        | Status Grand Prix   | 1:52,607 | 10      |
| 11                | 6  | Jann Mardenborough  | Arden International | 1:52,906 | 11      |
| 12                | 21 | Mathéo Tuscher      | Jenzer Motorsport   | 1:52,981 | 12      |
| 13                | 4  | Robert Vișoiu       | Arden International | 1:53,019 | 13      |
| 14                | 19 | Riccardo Agostini   | Hilmer Motorsport   | 1:53,151 | 14      |
| 15                | 25 | Mitchell Gilbert    | Trident             | 1:53,190 | 15      |
| 16                | 20 | Pål Varhaug         | Jenzer Motorsport   | 1:53,193 | 16      |
| 17                | 24 | Patrick Kujala      | Trident             | 1:53,386 | 17      |
| 18                | 28 | Alfonso Celis       | Status Grand Prix   | 1:53,693 | 18      |
| 19                | 12 | Luís Sá Silva       | Carlin              | 1:53,742 | 19      |
| 20                | 9  | Santiago Urrutia    | Koiranen GP         | 1:53,744 | 20      |
| 21                | 18 | Nelson Mason        | Hilmer Motorsport   | 1:54,191 | 21      |
| 22                | 17 | Nikołaj Marcenko    | Hilmer Motorsport   | 1:54,700 | 22      |
| Zdyskwalifikowani |    |                     |                     |          |         |
|                   | 27 | Richie Stanaway     | Status Grand Prix   | 1:52,476 | PIT     |
| Poz.              | Nr | Kierowca            | Konstruktor         | Czas     | Poz. s. |

### Wyścig 1

#### Wyścig
Źródło: Wyprzedź Mnie!
| P                 | + / –     | Nr | Kierowca            | Konstruktor         | Okr. | Czas / Strata       | Komentarz |
| ----------------- | --------- | -- | ------------------- | ------------------- | ---- | ------------------- | --------- |
| 1                 | Bez zmian | 7  | Dean Stoneman       | Koiranen GP         | 15   | 28:45,648           |           |
| 2                 | 1         | 2  | Marvin Kirchhöfer   | ART Grand Prix      | 15   | +0:01,812           |           |
| 3                 | 1         | 1  | Alex Fontana        | ART Grand Prix      | 15   | +0:04,978           |           |
| 4                 | 1         | 8  | Jimmy Eriksson      | Koiranen GP         | 15   | +0:08,862           |           |
| 5                 | 1         | 22 | Kevin Ceccon        | Jenzer Motorsport   | 15   | +0:13,235           |           |
| 6                 | 5         | 6  | Jann Mardenborough  | Arden International | 15   | +0:13,683           |           |
| 7                 | Bez zmian | 10 | Alex Lynn           | Carlin              | 15   | +0:14,740           |           |
| 8                 | Bez zmian | 5  | Patric Niederhauser | Arden International | 15   | +0:15,056           |           |
| 9                 | 1         | 26 | Nick Yelloly        | Status Grand Prix   | 15   | +0:16,243           |           |
| 10                | 6         | 20 | Pål Varhaug         | Jenzer Motorsport   | 15   | +0:21,985           |           |
| 11                | 3         | 19 | Riccardo Agostini   | Hilmer Motorsport   | 15   | +0:22,859           |           |
| 12                | 11        | 27 | Richie Stanaway     | Status Grand Prix   | 15   | +0:24,904           |           |
| 13                | 4         | 24 | Patrick Kujala      | Trident             | 15   | +0:28,005           |           |
| 14                | 6         | 9  | Santiago Urrutia    | Koiranen GP         | 15   | +0:34,045           |           |
| 15                | 6         | 18 | Nelson Mason        | Hilmer Motorsport   | 15   | +0:39,097           |           |
| 16                | 2         | 28 | Alfonso Celis       | Status Grand Prix   | 15   | +0:39,852           |           |
| 17                | 2         | 12 | Luís Sá Silva       | Carlin              | 15   | +0:42,002           |           |
| 18                | 14        | 3  | Dino Zamparelli     | ART Grand Prix      | 15   | +0:46,834           |           |
| 19                | 3         | 17 | Nikołaj Marcenko    | Hilmer Motorsport   | 15   | +0:52,299           |           |
| 20                | 5         | 25 | Mitchell Gilbert    | Trident             | 15   | +1:46,264           | [ a ]     |
| Niesklasyfikowani |           |    |                     |                     |      |                     |           |
|                   |           | 21 | Mathéo Tuscher      | Jenzer Motorsport   | 4    |                     |           |
|                   |           | 4  | Robert Vișoiu       | Arden International | 1    | kolizja z Gilbertem |           |
|                   |           | 11 | Emil Bernstorff     | Carlin              | 1    |                     |           |
| P                 | + / –     | Nr | Kierowca            | Konstruktor         | Okr. | Czas / Strata       | Komentarz |

#### Najszybsze okrążenie
| Nr | Kierowca      | Konstruktor | Czas     | Okr. |
| -- | ------------- | ----------- | -------- | ---- |
| 7  | Dean Stoneman | Koiranen GP | 1:53,889 | 14   |

#### Prowadzenie w wyścigu
| Nr                              | Kierowca      | Okrążenia | Suma |
| ------------------------------- | ------------- | --------- | ---- |
| 7                               | Dean Stoneman | 1-15      | 15   |
| \| Wykres \| \| ------ \| \| \| |               |           |      |
| Wykres                          |               |           |      |
|                                 |               |           |      |

### Wyścig 2

#### Wyścig
Źródło: Wyprzedź Mnie!
| P                                                     | + / –     | Nr | Kierowca            | Konstruktor         | Okr. | Czas / Strata      | Komentarz |
| ----------------------------------------------------- | --------- | -- | ------------------- | ------------------- | ---- | ------------------ | --------- |
| 1                                                     | Bez zmian | 5  | Patric Niederhauser | Arden International | 15   | 54:22,342          |           |
| 2                                                     | 6         | 7  | Dean Stoneman       | Koiranen GP         | 15   | +0:00,368          |           |
| 3                                                     | 4         | 2  | Marvin Kirchhöfer   | ART Grand Prix      | 15   | +0:00,683          |           |
| 4                                                     | 1         | 6  | Jann Mardenborough  | Arden International | 15   | +0:01,144          |           |
| 5                                                     | 3         | 10 | Alex Lynn           | Carlin              | 15   | +0:01,416          |           |
| 6                                                     | 3         | 26 | Nick Yelloly        | Status Grand Prix   | 15   | +0:01,869          |           |
| 7                                                     | 9         | 28 | Alfonso Celis       | Status Grand Prix   | 15   | +0:02,330          |           |
| 8                                                     | 15        | 11 | Emil Bernstorff     | Carlin              | 15   | +0:03,003          |           |
| 9                                                     | 4         | 24 | Patrick Kujala      | Trident             | 15   | +0:03,540          |           |
| 10                                                    | 12        | 4  | Robert Vișoiu       | Arden International | 15   | +0:03,977          |           |
| 11                                                    | 10        | 21 | Mathéo Tuscher      | Jenzer Motorsport   | 15   | +0:04,681          |           |
| 12                                                    | 2         | 9  | Santiago Urrutia    | Koiranen GP         | 15   | +0:06,103          |           |
| 13                                                    | 5         | 3  | Dino Zamparelli     | ART Grand Prix      | 15   | +0:07,844          |           |
| 14                                                    | 6         | 25 | Mitchell Gilbert    | Trident             | 15   | +0:08,135          |           |
| 15                                                    | 2         | 12 | Luís Sá Silva       | Carlin              | 15   | +0:08,555          |           |
| 16                                                    | 11        | 8  | Jimmy Eriksson      | Koiranen GP         | 15   | +0:09,153          | [ b ]     |
| Niesklasyfikowani                                     |           |    |                     |                     |      |                    |           |
|                                                       |           | 17 | Nikołaj Marcenko    | Hilmer Motorsport   | 9    |                    |           |
|                                                       |           | 22 | Kevin Ceccon        | Jenzer Motorsport   | 9    |                    |           |
|                                                       |           | 27 | Richie Stanaway     | Status Grand Prix   | 0    | kolizja na starcie |           |
|                                                       |           | 19 | Riccardo Agostini   | Hilmer Motorsport   | 0    | kolizja na starcie |           |
|                                                       |           | 20 | Pål Varhaug         | Jenzer Motorsport   | 0    | kolizja na starcie |           |
|                                                       |           | 1  | Alex Fontana        | ART Grand Prix      | 0    | kolizja na starcie |           |
| Nie wystartowali / niedopuszczeni do ponownego startu |           |    |                     |                     |      |                    |           |
|                                                       |           | 18 | Nelson Mason        | Hilmer Motorsport   |      |                    |           |
| P                                                     | + / –     | Nr | Kierowca            | Konstruktor         | Okr. | Czas / Strata      | Komentarz |

#### Najszybsze okrążenie
| Nr | Kierowca       | Konstruktor | Czas     | Okr. |
| -- | -------------- | ----------- | -------- | ---- |
| 8  | Jimmy Eriksson | Koiranen GP | 1:53,864 | 8    |

#### Premia za najszybsze okrążenie w TOP10
| Nr | Kierowca          | Konstruktor    | Czas     | Okr. |
| -- | ----------------- | -------------- | -------- | ---- |
| 2  | Marvin Kirchhöfer | ART Grand Prix | 1:53,884 | 8    |

#### Prowadzenie w wyścigu
| Nr                              | Kierowca            | Okrążenia | Suma |
| ------------------------------- | ------------------- | --------- | ---- |
| 5                               | Patric Niederhauser | 1-15      | 15   |
| \| Wykres \| \| ------ \| \| \| |                     |           |      |
| Wykres                          |                     |           |      |
|                                 |                     |           |      |

## Klasyfikacja po zakończeniu rundy

### Kierowcy
| P                 | +/− | Kierowca                  | Starty | Punkty | P1 | P2 | P3 | PP | NO | NS |
| ----------------- | --- | ------------------------- | ------ | ------ | -- | -- | -- | -- | -- | -- |
| 1                 | 0   | Alex Lynn                 | 16     | 185    | 3  | 3  | 1  | 2  | 3  | –  |
| 2                 | +6  | Dean Stoneman             | 16     | 138    | 4  | 1  | –  | 1  | 2  | 1  |
| 3                 | +2  | Marvin Kirchhöfer         | 15     | 137    | 1  | 1  | 4  | 1  | 3  | 1  |
| 4                 | −1  | Jimmy Eriksson            | 16     | 127    | 2  | 2  | 1  | 2  | –  | 2  |
| 5                 | −3  | Richie Stanaway           | 16     | 123    | 2  | 1  | 2  | 1  | 1  | 2  |
| 6                 | −2  | Emil Bernstorff           | 16     | 112    | 1  | 1  | 2  | –  | 1  | 3  |
| 7                 | −1  | Nick Yelloly              | 16     | 108    | –  | 2  | 1  | –  | –  | –  |
| 8                 | −1  | Dino Zamparelli           | 16     | 101    | –  | 4  | 1  | –  | 1  | –  |
| 9                 | 0   | Jann Mardenborough        | 16     | 77     | 1  | –  | 1  | –  | 2  | 2  |
| 10                | 0   | Patric Niederhauser       | 16     | 56     | 2  | –  | –  | –  | 2  | 3  |
| 11                | +3  | Alex Fontana              | 16     | 35     | –  | –  | 2  | –  | 1  | 4  |
| 12                | −1  | Mathéo Tuscher            | 16     | 29     | –  | 1  | –  | –  | –  | 4  |
| 13                | −1  | Robert Vișoiu             | 16     | 22     | –  | –  | 1  | –  | –  | 3  |
| 14                | −1  | Patrick Kujala            | 16     | 22     | –  | –  | –  | –  | –  | 4  |
| 15                | 0   | Riccardo Agostini         | 14     | 18     | –  | –  | –  | –  | –  | 2  |
| 16                | +3  | Kevin Ceccon              | 6      | 14     | –  | –  | –  | –  | –  | 1  |
| 17                | −1  | Pål Varhaug               | 16     | 12     | –  | –  | –  | –  | –  | 5  |
| 18                | −1  | Roman de Beer             | 10     | 8      | –  | –  | –  | –  | –  | 2  |
| 19                | −1  | Luís Sá Silva             | 16     | 6      | –  | –  | –  | –  | –  | –  |
| 20                | 0   | Luca Ghiotto              | 4      | 4      | –  | –  | –  | 1  | –  | –  |
| 21                | +1  | Alfonso Celis             | 16     | 2      | –  | –  | –  | –  | –  | 4  |
| 22                | −1  | Nelson Mason              | 14     | 0      | –  | –  | –  | –  | –  | 1  |
| 23                | 0   | Adderly Fong              | 8      | 0      | –  | –  | –  | –  | –  | 2  |
| 24                | 0   | Santiago Urrutia          | 16     | 0      | –  | –  | –  | –  | –  | 3  |
| 25                | 0   | Ryan Cullen               | 14     | 0      | –  | –  | –  | –  | –  | 2  |
| 26                | 0   | Mitchell Gilbert          | 8      | 0      | –  | –  | –  | –  | –  | 1  |
| 27                | 0   | Beitske Visser            | 2      | 0      | –  | –  | –  | –  | –  | –  |
| 28                | 0   | Carmen Jordá              | 14     | 0      | –  | –  | –  | –  | –  | 4  |
| 29                | 0   | John Bryant-Meisner       | 4      | 0      | –  | –  | –  | –  | –  | –  |
| 30                | 0   | Victor Carbone            | 8      | 0      | –  | –  | –  | –  | –  | 2  |
| 31                | 0   | Sebastian Balthasar       | 8      | 0      | –  | –  | –  | –  | –  | 3  |
| 32                | 0   | Nikołaj Marcenko          | 4      | 0      | –  | –  | –  | –  | –  | 1  |
| 33                | 0   | Dienis Nagulin            | 2      | 0      | –  | –  | –  | –  | –  | 1  |
| 34                | 0   | Iwan Taranow              | 2      | 0      | –  | –  | –  | –  | –  | 1  |
| 35                | 0   | Christopher Höher         | 2      | 0      | –  | –  | –  | –  | –  | –  |
| Niesklasyfikowani |     |                           |        |        |    |    |    |    |    |    |
|                   |     | Konstantin Tierieszczenko | –      | –      | –  | –  | –  | –  | –  | –  |
| P                 | +/− | Kierowca                  | Starty | Punkty | P1 | P2 | P3 | PP | NO | NS |

### Konstruktorzy
| P | +/− | Konstruktor           | Starty | Punkty | P1 | P2 | P3 | PP | NO | NS |
| - | --- | --------------------- | ------ | ------ | -- | -- | -- | -- | -- | -- |
| 1 | 0   | Carlin                | 48     | 303    | 4  | 4  | 3  | 2  | 4  | 3  |
| 2 | 0   | ART Grand Prix        | 46     | 273    | 1  | 5  | 7  | 1  | 5  | 5  |
| 3 | 0   | Status Grand Prix     | 48     | 233    | 2  | 3  | 3  | 1  | 1  | 6  |
| 4 | +2  | Koiranen GP           | 48     | 160    | 3  | 3  | 1  | 3  | 1  | 9  |
| 5 | −1  | Arden International   | 48     | 155    | 3  | –  | 2  | –  | 4  | 8  |
| 6 | −1  | Marussia Manor Racing | 42     | 117    | 3  | –  | –  | –  | 1  | 7  |
| 7 | 0   | Jenzer Motorsport     | 48     | 55     | –  | 1  | –  | –  | –  | 12 |
| 8 | 0   | Hilmer Motorsport     | 43     | 18     | –  | –  | –  | –  | –  | 8  |
| 9 | 0   | Trident               | 38     | 12     | –  | –  | –  | 1  | –  | 6  |
| P | +/− | Konstruktor           | Starty | Punkty | P1 | P2 | P3 | PP | NO | NS |